# Félix Francisco Martín y Herrera
Félix Francisco Martín y Herrera (Buenos Aires, Argentina, 4 de enero de 1918 - Ibíd., 4 de octubre de 2006) fue un abogado, genealogista, historiador y escritor argentino.

## Biografía
Fue hijo del doctor en jurisprudencia y catedrático de derecho comercial y economía política Félix Antonio Martín y Herrera, y de Ana María Canale Demaría Escalada. Estudió derecho en la Universidad de Buenos Aires. 
Fue presidente perpetuo del Instituto Argentino de Ciencias Genealógicas (2003), presidente y fundador del Colegio Heráldico de Buenos Aires (1966), presidente y fundador de la Junta Sabatina de Especialidades Históricas (1994) y del Instituto Argentino Gallego de Ciencias Históricas y Genealógicas (1997), presidente del Instituto Hipólito Bouchard de Estudios Históricos Navales, entre muchos otros.
Caballero de la S.O.M. de Malta, de la S.O.M. y E. Constantiniana de San Jorge, etc.
Miembro correspondiente de la Real Academia de Ciencias, Bellas Letras y Nobles Artes de Córdoba, España (1961), de la Real Academia Hispanoamericana de Artes y Ciencias de Cádiz (1970), y de la Real Academia de Heráldica y Genealogía de Madrid (2006), y académico correspondiente de entidades abocadas a las disciplinas genealógicas e históricas de diversos países. Publicó más de ciento cincuenta artículos históricos y genealógicos en publicaciones especializadas.
Contrajo matrimonio con Carmen Arias Herrera Vegas en 1944 en Buenos Aires, siendo padre de trece hijos. Falleció en su ciudad natal el 4 de octubre de 2006.
Un grupo de destacados discípulos continúan su labor en las instituciones que él mismo fundó, entre ellos Lucio Perez Calvo, Juan Cruz Jaime Crespo Alchourron, Diego Molina de Castro, Gonzalo Demaría, Enrique D. Piñeyro Velasco del Castillo, Juan Manuel Medrano Balcarce, Ignacio Solveyra Tomkinson, entre otros.